# Ancistrosporella
Ancistrosporella is een geslacht van schimmels in de familie Roccellaceae. De typesoort is Ancistrosporella australiensis.

## Soorten
Volgens Index Fungorum bevat het geslacht zes soorten (peildatum september 2021):
| Soortnaam                      | Auteur(s)                     | Publicatiejaar |
| ------------------------------ | ----------------------------- | -------------- |
| Ancistrosporella australiensis | (G. Thor) G. Thor             | 1995           |
| Ancistrosporella curvata       | (Aptroot) Komposch            | 2002           |
| Ancistrosporella gracilior     | (Nyl.) Lücking                | 2021           |
| Ancistrosporella leucophila    | (Nyl.) Ertz                   | 2018           |
| Ancistrosporella onchospora    | (Nyl.) Ertz                   | 2018           |
| Ancistrosporella psoromica     | Komposch, Aptroot & Hafellner | 2002           |